# 銀座アスター食品
銀座アスター食品株式会社（ぎんざアスターしょくひん、英称：Ginza Aster Co., Ltd.）は、中華料理を製造して販売し、レストランを経営する、東京都中央区銀座に本社を置く会社である。
「アスター」は上海「浦江飯店（アスター・ハウス・ホテル）」に依拠する。

## 概要
創業者の矢谷彦七（1888-1967）は、東洋汽船のハワイ - サンフランシスコ航路貨物船で事務長、牛乳配達業、のち1918年（大正7年）に築地でオーストラリアやニュージーランドからバターを輸入して発売する。帝国ホテルなどへ納入して国内流通量の6割を扱うまでに成長すると、事業を譲渡して資金を得る。
アメリカで流行の中華料理店チャプスイレストランを手本として、1926年（昭和元年）に銀座で「アメリカン・チャプスイ・ハウス・レストラン」と冠した中華料理店「アスター」を開業する。1階はアメリカ風内装、2階は宴会場、コックは中国人、接客係は少女、カトラリーはフォークとナイフ、とアメリカ風中華料理店で話題となり繁盛する。のちに中国人から助言を得て本格的中華料理店を目指す。
第二次世界大戦で被災するが、戦後1946年（昭和21年）に再建して喫茶店を開店する。1948年（昭和23年）に中華料理店を再開すると、百貨店食品売り場で餃子や焼売など中華惣菜を販売し、成長して社名を銀座アスター食品株式会社へ改称する。1950年代に焼売弁当が好評を得る。
現在は関東、東海、関西でレストランと持ち帰り用惣菜のデリショップを運営する。

## アスターちゃん
チャイナドレス姿で左頬に米粒を付けたマスコットキャラクター。現在副会長の太田喜久子が考案した。昭和30から40年代に、当社レストランの飲食会計時や焼売弁当など商品購入時にシールを配布し、集めると人形と引き換えた。現在は古物収集家に人気がある。